# Stöð 2
Stöð 2 är en isländsk TV-kanal, startade 1986. Kanalen innehar bland annat rättigheterna till Simpsons på Island.